# YOLO
YOLO (xinès simplificat: 热辣滚烫, pinyin: Rè là gǔntàng, literalment '[Una Vida] calent, picant, bullint, cremant') és una pel·lícula de comèdia dramàtica xinesa del 2024 dirigida per Jia Ling i protagonitzada per Jia i Lei Jiayin. La pel·lícula és una adaptació còmica de la pel·lícula japonesa del 2014 100 Yen Love. Explica la història de Du Leying, que s'ha quedat a casa durant molts anys, i després de conéixer a l'entrenadora de boxa Hao Kun, comença una nova vida.

## Sinopsi
Leying (Jia Ling) s'ha quedat a casa durant molts anys sense res a fer. Després de graduar-se a la Universitat i treballar durant un període, Leying va optar per retirar-se de la societat i tancar el seu cercle social, ja que pensava que era la millor manera de "reconciliar-se" amb ella mateixa. Un dia, a causa de diversos "trucs" del destí, va decidir canviar de vida. En contacte amb el món exterior, Leying coneix l'entrenador de boxa Hao Kun (Lei Jiayin). Just quan pensava que la seua vida estava a punt d'anar pel bon camí, apareixen diversos reptes davant seu.

## Cast
- Jia Ling com a Du Leying
- Lei Jiayin com a Hao Kun
- Zhang Xiaofei com a Du Ledan
- Zhao Haiyan com a mare
- Zhang Qi com a pare
- Xu Jun Cong com a gerent del restaurant de barbacoa
- Bu Yu com He Kun
- Zhu Tianfu com ell mateix
- Liu Honglu com a Rider

### Aparicions especials
- Yang Zi com Dou Dou
- Li Xueqin com a Li Li
- Ma Li com a Ma Chunli

## Producció
La pel·lícula va començar a rodar-se a Guangzhou a finals de setembre de 2022 i es va acabar el novembre de 2023. A més de rodar a Panyu, Yuexiu, Nansha i altres llocs de Guangzhou, també es va rodar a la propera zona del delta del riu Pearl, com ara el parc Zhongshan a Foshan i el parc nacional de la muntanya Xiqiao.
Segons Jia Ling, la pel·lícula va tardar més d'un any a ser filmada perquè es va rodar cinc vegades. A més, va perdre més de 50 kg per tal de posar-se en forma i convertir el seu cos "com [el d'] un boxejador ".

## Banda sonora
El 18 de febrer de 2024, es va publicar una de les bandes sonores, "Tot acaba tornant" (一切都来得及) juntament amb el vídeo musical. Al vídeoclip, Jia Ling fa un duet amb ella mateixa: abans de perdre pes i després de perdre pes.

## Estrena
La pel·lícula es va estrenar durant les vacances de l'Any Nou Lunar a la Xina, recaptant 1.600 milions de iuans a la taquilla en els primers quatre dies de projecció, i superant la marca dels 2.100 milions el 15 de febrer, convertint-se en la pel·lícula més reeixida a la temporada del Festival de Primavera 2024.
El 9 de febrer de 2024, es va informar que Sony Pictures havia adquirit els drets de distribució internacional de la pel·lícula.